# Сумерки. Сага. Затмение
«Сумерки. Сага. Затмение» (англ. The Twilight Saga: Eclipse) — художественный фильм режиссёра Дэвида Слейда по одноимённому роману Стефани Майер. Фильм вышел на экраны 30 июня 2010 года. 25 июня 2010 года в Лос-Анджелесе состоялся закрытый показ картины.
Слоган фильма: «Всё начинается с выбора…» (англ. It all begins… with a choice).
Это третий фильм из серии «Сумерки» после выхода в 2008 году фильма «Сумерки» и в 2009 году — «Новолуние».

## Сюжет
Город Сиэтл охвачен чередой таинственных убийств людей, виной которым является армия новорождённых вампиров, созданная вампиршей Викторией. Виктория пытается жестоко отомстить Эдварду за смерть своего возлюбленного — Джеймса, нанеся удар по девушке Эдварда Белле Свон. Находясь в центре событий, Белла должна сделать выбор между любовью к Эдварду Каллену и дружбой с Джейкобом Блэком, который хочет намного больше, чем просто дружбы с ней. Её решение может послужить толчком к возобновлению давнего противостояния между вампирами и оборотнями.

## В ролях

### Семья Калленов
- Роберт Паттинсон — Эдвард Каллен
- Питер Фачинелли — Карлайл Каллен
- Элизабет Ризер — Эсми Каллен
- Эшли Грин — Элис Каллен
- Джексон Рэтбоун — Джаспер Хейл
- Никки Рид — Розали Хейл
- Келлан Латс — Эмметт Каллен

### Люди
- Кристен Стюарт — Белла Свон
- Билли Берк — Чарли Свон
- Анна Кендрик — Джессика Стэнли
- Майкл Уэлш — Майк Ньютон
- Кристиан Серратос — Анжела Вебер
- Джастин Чон — Эрик Йорки
- Джек Хьюстон — Ройс Кинг II

### Оборотни
- Тейлор Лотнер — Джейкоб Блэк
- Бубу Стюарт — Сет Клируотер
- Джулия Джонс — Леа Клируотер
- Чэск Спенсер — Сэм Улей
- Алекс Мераз — Пол Лейхот
- Кайова Гордон — Эмбри Колл
- Бронсон Пеллетье — Джаред Кэмерон
- Тайсон Хаусмен — Квил Атеара

### Другие вампиры
- Брайс Даллас Ховард — Виктория
- Ксавьер Сэмюел — Райли Бирс (новообращённый)
- Джодель Ферланд — Бри Таннер (новообращённая)
- Дакота Фэннинг — Джейн
- Кэмерон Брайт — Алек
- Дэниел Кадмор — Феликс
- Чарли Бьюли — Деметрий
- Каталина Сандино Морено — Мария
- Кирстен Праут — Люси
- Питер Мёрфи — Холодный

## Съёмки фильма
Студия Summit Entertainment дала зелёный свет фильму в начале 2009 года.
Режиссёр «Новолуния», Крис Вайц, стал постпродюсером «Затмения»; когда начались съёмки «Затмения», он не руководил третьим фильмом.
Вместо этого съёмками руководили Дэвид Слейд с Мелиссой Розенберг, вернувшейся в качестве сценариста.
Съёмки начались 17 августа 2009 года в Ванкувере Съёмки закончились 31 октября 2009 года. Предположительной дата выхода было названо 30 июня 2010 года. Также Summit Entertainment обещали премьеру первого официального трейлера 12 марта, в день премьеры другого фильма от Summit «Помни меня» с Робертом Паттинсоном. Первый трейлер фильма был выставлен на официальном сайте 11 марта 2010 года. Премьера финального трейлера состоялась на шоу Опры Уинфри в пятницу 23 апреля 2010 года.

## Саундтрек
Композитором стал Говард Шор, написавший музыку для кинотрилогии «Властелин колец». Первым синглом саундтрека стала песня под названием Neutron Star Collision (Love Is Forever) группы Muse, уже трижды попавшей в саундтрек к саге.
1. «Chop and Change» by The Black Keys (Райли выходит из бара в дождливую ночь.)
2. «Eclipse (All Yours)» by Metric. (Играет в первой и последней сценах, где Эдвард с Беллой на лугу.)
3. «Let's Get Lost» by Beck and Bat for Lashes (Белла Свон звонит Джейкобу Блэку и, не получив ответа, решает навестить его.)
4. «A Million Miles an Hour» by Eastern Conference Champions (Джейкоб встречается с Беллой и Эдвардом перед школой.)
5. «Jonathan Low» by Vampire Weekend (Белла уезжает с Джейкобом от школы на мотоцикле.)
6. «Atlas» by Fanfarlo (Эдвард отпускает Беллу встретиться с Джейкобом.)
7. «Life on Earth» by Band of Horses (Белла и Эдвард, лежа в постели, обсуждают, почему он не хочет её обратить в вампира.)
8. «Ours» by The Bravery (Первая песня на выпускном вечере в доме Калленов.)
9. «Neutron Star Collision (Love Is Forever)» by Muse (Вторая песня на выпускном вечере в доме Калленов.)
10. «With You in My Head» by UNKLE featuring The Black Angels (Джаспер учит Калленов и оборотней сражаться с новорожденными вампирами.)
11. «My Love» by Sia Furler (Эдвард предлагает Белле руку и сердце, она соглашается.)
12. «Rolling in on a Burning Tire» by The Dead Weather (Поцелуй Виктории и Райли.)
13. «Jacob's Theme» by Howard Shore (Играет на протяжении всего фильма в сценах с Джейкобом.)
14. «Heavy in Your Arms» by Florence and the Machine (Титры. Вторая песня.)
15. «What Part of Forever» by Cee Lo Green (Титры. Третья песня.)
16. «How Can You Swallow So Much Sleep» by Bombay Bicycle Club
17. «The line» by Battles
18. «Clair de lune» by Claude Debussy